# Доминикански орден
Доминиканският орден (Ordo fratrum praedicatorum, OP) е католически монашески орден, съществуващ от XIII в. Един от Ордените на проповедниците. Негов основател е Доминик де Гусман (1170-1221 г.)- след смъртта си канонизиран под името Свети Доминик (1234 г.) Орденът е известен като "доминиканци", а оттам и като Божиите кучета (поради сходното звучене на латински: Domini canes).
Девизът на доминиканците е „Да възхвалявам, да благославям, да проповядвам!“ (на латински: Laudare, benedicere, praedicare).

## Организация
Първата община на доминиканците е създадена в Тулуза през 1214 от Свети Доминик, а 2 години по-късно те официално са признати за монашески орден от папа Хонорий III. Орденът бързо се разраства и скоро има представители във Франция, Испания и Италия. Впоследствие получава световно разпространение и през 2004 г. в състава на доминиканците са 6109 монаси-мъже и 3724 монахини. Манастирите на ордена са 622, към онзи момент. Много от монасите живеят извън манастирите, посветени на мисионерство по цял свят.
Към доминиканците принадлежат и онези последователи на Доминик де Гусман, които са приели обетите на ордена и неговия начин на живот, но са избрали да останат да живеят в света, а не -- зад манастирските стени. Облеклото им било съставено от дълги бели ризи, върху които обличат дълги наметала с качулка. Известни са като терциарии.
Въпреки че при влизането си в ордена доминиканците полагат обет за бедност и се отказват от всичката си собственост, те не стигат до крайност в тази насока. Основната им цел и занятие, – учението, - изисква уседналост и условия за самообучение и усъвършенстване. Всеки брат обитава собствена килия, а във всеки манастир има богата библиотека, за целите на задълбоченото изучаване на Библията и подготовката на грамотни теолози. Основават собствени университети, за да подпомогнат задачата си – в Болоня, Кьолн, Оксфорд.
Освен като учени и проповедници (), доминиканците са известни и с борбата, която водят срещу ересите, като дейци на Света Инквизиция.

## Известни доминиканци
- Св. Доминик (1170–1221) – светец и монах, създател на Доминиканския орден
- Алберт Велики (1193–1280) – теолог и философ на Доминиканския орден
- Тома Аквински (1225–1274) – теолог и философ на Доминиканския орден
- Майстер Екхарт (1260–1327) – философ и мистик
- Томас де Торквемада (1420–1498) – първият велик инквизитор на Испания
- Джироламо Савонарола (1452–1498) – флорентински проповедник и обществен реформатор
- Фра Бартоломео (1469–1517) – един от известните представители на флорентинската школа по живопис
- Джордано Бруно (1548–1600) – учен и поет, по-късно излязъл от ордена, посвещавайки се на астрономия
- Жак Клеман (1565–1589) – убиец на френския крал Анри III Валоа, заради сбилжаването му с хугенотите
- Томазо Кампанела (1568–1639) – философ, писател-утопист
- Бенедикт XIII (1649–1730) – римски папа